# Jean Boucher de Crèvecoeur
Jean Marie Charles Boucher de Crèvecoeur (* 17. Dezember 1906 in Pont-à-Mousson; † 8. Juli 1987 in Paris) war ein französischer Général de brigade. Als Offizier der Kolonialtruppen war er Spezialist für Indochina und diente ebenso im Algerienkrieg.

## Leben
Boucher de Crèvecoeur schloss 1924 die Militärschule Saint-Cyr ab. In der Folge hatte er von 1927 bis 1938 drei mehrjährige Kommandos bei Kolonialtruppen in Französisch-Indochina. 1935 wurde er bei einem Gefecht gegen Moi-Partisanen in Indochina verwundet. Beim Fall Frankreich 1940 wurde er als Bataillonskommandeur südlich von Sedan verwundet. Nach der Niederlage Frankreichs wurde er demobilisiert. Er verließ das Land nach der Landung der Alliierten in Nordafrika und schloss sich den Freifranzosen an. Im November 1943 wurde er Chef der französischen Truppen in Indien, wo er zusammen mit britischen Stellen an Guerillaoperationen gegen Japan in Südostasien arbeitete. Nach Kriegsende leitete er die Wiederbesetzung von Laos durch französische Kräfte im Dezember 1945. Während des Indochinakriegs hatte er mehrere Kommandos, unter anderem als Befehlshaber der französischen Truppen in Laos inne. Während des Krieges war er am Aufbau des in Paris befindlichen Centre d'études africaines et asiatiques beteiligt. Er verließ Indochina nach der französischen Niederlage Ende 1955.
1955 wurde Boucher de Crèvecoeur zum Général de brigade befördert. Er nahm am Algerienkrieg teil. 1986 veröffentlichte er ein Buch über sein Wirken als Offizier.